# Iglesia de San Miguel (Guadalajara)
La iglesia de San Miguel fue un templo católico de la ciudad española de Guadalajara.

## Descripción
Era de estilo mudéjar. Su construcción se ha datado en el siglo XIII, si bien pudo levantarse sobre una iglesia mozárabe previa. El templo, que dejó de funcionar como tal en 1831, si bien llegó a ser usada como almacén, fue demolida hacia 1877. El único resto conservado de la edificación es la capilla de Luis de Lucena.
La iglesia de San Miguel apareció en el segundo volumen de la obra España artística y monumental (1844), dibujada por Jenaro Pérez Villaamil.